# Шарвар
Шарвар (угор. Sárvár) — місто на заході Угорщини в медьє Ваш. Друге за чисельністю населення місто медьє після столиці. Розташований за 25 кілометрів від столиці медьє — міста Сомбатгея. Населення — 15 545 осіб (2001). Бальнеологічний курорт.

## Походження назви
Назва походить ще з часів споруди першої фортеці на заболоченому березі струмка Дйьондйьош (Gyöngyös). Це була не кам'яна фортеця, а споруда з земляних рвів і валів.

## Відомі люди
- Тамаш Богнар — угорський футбольний арбітр.
- Золтан Штібер — угорський футболіст.

## Міста-побратими
- Сейнь, Румунія
- Зоннтагберг, Австрія
- Штайнгайм-ан-дер-Мурр, Німеччина
- Угерске Градіште, Чехія